# Stevia regnellii
Stevia regnellii là một loài thực vật có hoa trong họ Cúc. Loài này được Sch. Bip. miêu tả khoa học đầu tiên năm 1852.